# Internationaal Congres van Vrouwen
Het Internationaal Congres van Vrouwen werd gehouden in 1915 in Den Haag, tijdens het tweede jaar van de Eerste Wereldoorlog. Vrouwen uit twaalf landen kwamen bijeen rond het thema vrede. Voorzitter Aletta Jacobs pleitte onder meer voor invoering van het vrouwenkiesrecht als middel om nieuwe oorlogen te voorkomen.

## Achtergrond
In de tweede helft van de negentiende eeuw kwam de vrouwenbeweging opgang; tijdens de eerste feministische golf werd op allerlei vlakken gestreden voor gelijke rechten en behandeling voor vrouwen. In Nederland richtte Wilhelmina Drucker in 1889 de Vrije Vrouwen Vereeniging op, waaruit de Vereeniging voor Vrouwenkiesrecht (1894) voortkwam. Ook wereldwijd werden er door feministen initiatieven ontplooid en in 1904 werd in Berlijn de Wereldbond voor Vrouwenkiesrecht (International Woman Suffrage Alliance) opgericht.
Vanuit de Wereldbond werden internationale congressen georganiseerd in onder meer Kopenhagen (1906), Amsterdam (1908), Londen (1909), Stockholm (1911) en Boedapest (1913). Het achtste congres zou in 1915 in Berlijn worden gehouden. Het uitbreken van de Eerste Wereldoorlog gooide echter roet in het eten. Ook de geplande derde Haagse vredesconferentie ging niet door. Namens de Vereeniging voor Vrouwenkiesrecht stelden Aletta Jacobs en Rosa Manus aan alle afdelingen van de Wereldbond voor om een alternatief vrouwencongres te organiseren om te laten zien dat vrouwen zich door de oorlog niet lieten verdelen. De Wereldbond was verdeeld over het voorstel, mede vanwege reacties uit oorlogvoerende landen, en wilde de verantwoordelijkheid hiervoor niet nemen. Samen met Manus en Mia Boissevain nam Jacobs daarop het initiatief om een congres in het neutrale Nederland te organiseren, waarbij ook sympathiserende organisaties en individuele vrouwen welkom waren.

## Congres

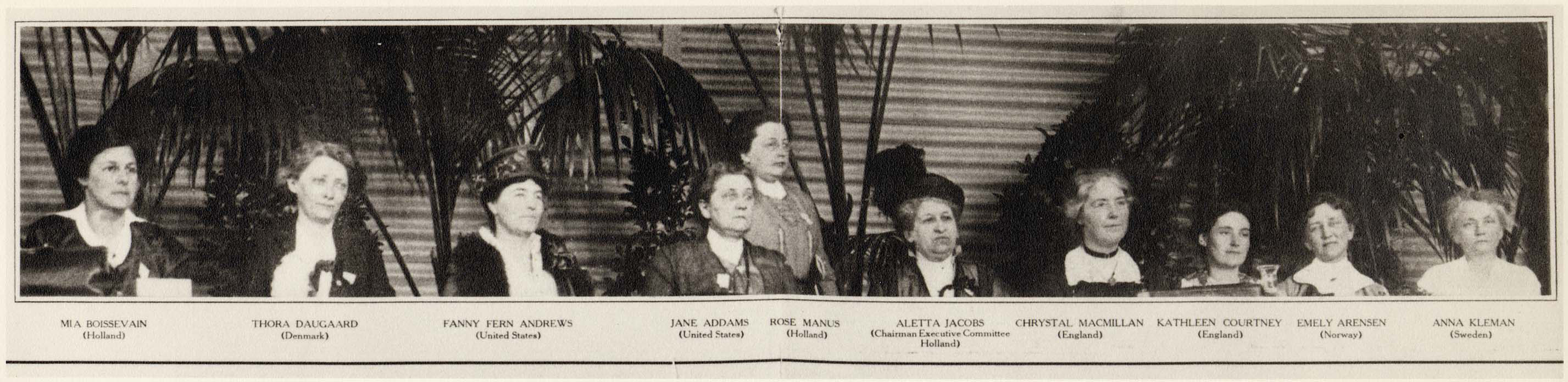
In de congreszaal, van links naar rechts: Mia Boissevain, Thora Daugaard, Fanny Fern Andrews, Jane Addams, Rosa Manus, Aletta Jacobs, Chrystal Macmillan, Kathleen Courtney, Emily Arnesen en Anna Kleman.

### Organisatie
Met Rosa Manus en Mia Boissevain was de organisatie van het congres in goede handen, zij waren eerder verantwoordelijk geweest voor de organisatie van de tentoonstelling De Vrouw 1813-1913. Het uitvoerend comité werd gevormd door Jacobs (voorzitter), Boissevain (vicevoorzitter en secretaris), Manus (tweede secretaris) en Françoise Vattier Kraane-Daendels (penningmeester). Hannah van Biema-Hijmans en Cornelia Ramondt-Hirschmann waren voorzitters van het ontvangst- en organisatiecomité en Jeanne van Lanschot Hubrecht was voorzitter van het propagandacomité.
Op dinsdag 27 april was de openingsavond in de congreszaal van de Haagse Dierentuin. Het congres vond plaats in de ochtenden van woensdag 28 april tot en met vrijdag 30 april in de dierentuin. 's Middags waren er bijeenkomsten in hotel Wittebrug. 's Avonds waren er lezingen van diverse spreeksters, de avonden werden voorgezeten door Jacobs, Anita Augspurg en Chrystal Macmillan.

### Doel
Als voorzitter sprak Jacobs tijdens de openingsavond over het doel van het congres. "Wij vrouwen van zoo vele verschillende nationaliteiten, die om onze gevoelens uit te drukken verschillende talen moeten bezigen en waarvan elk onzer haar eigen nationale eigenaardigheden heeft, zijn hier gekomen, gedreven door denzelfden geest, dezelfde hoop, hetzelfde verlangen, dat onze stem zal doordringen tot de uiterste einden der aarde in haar protest tegen den oorlog, met zijn vreeselijke menschenslachting en tegen de opvatting, dat het het eenige middel is, waardoor internationale geschillen kunnen worden beslecht." Ze gaf aan dat het niet bedoeld was als vredescongres, "maar als internationaal vrouwencongres om te protesteeren tegen oorlog en middelen te bespreken, waardoor de oorlog een onmogelijkheid zal worden in de toekomst". Ze benadrukte daarin de rol van de vrouw: "Wij vrouwen beoordeelen oorlog anders dan mannen. (...) Wij vrouwen letten vooral op de schade aan het ras, uit den oorlog voortspruitend, en het verdriet, de smart en de ellende, die hij na zich sleept. (...) de belangen van een ras zijn veel meer een levenskwestie, en aangezien krachtens ons vrouwzijn deze belangen voor ons van grooter heiligheid en beteekenis zijn, moeten vrouwen een steun hebben in de regeeringen van alle landen." Ze pleitte voor de invoering van vrouwenkiesrecht zodat vrouwen "vóór de oorlogskoorts begint, in staat zullen zijn, maatregelen te beramen en voorwaarden te stellen, die zouden medewerken, het uitbreken van den oorlog te voorkomen."

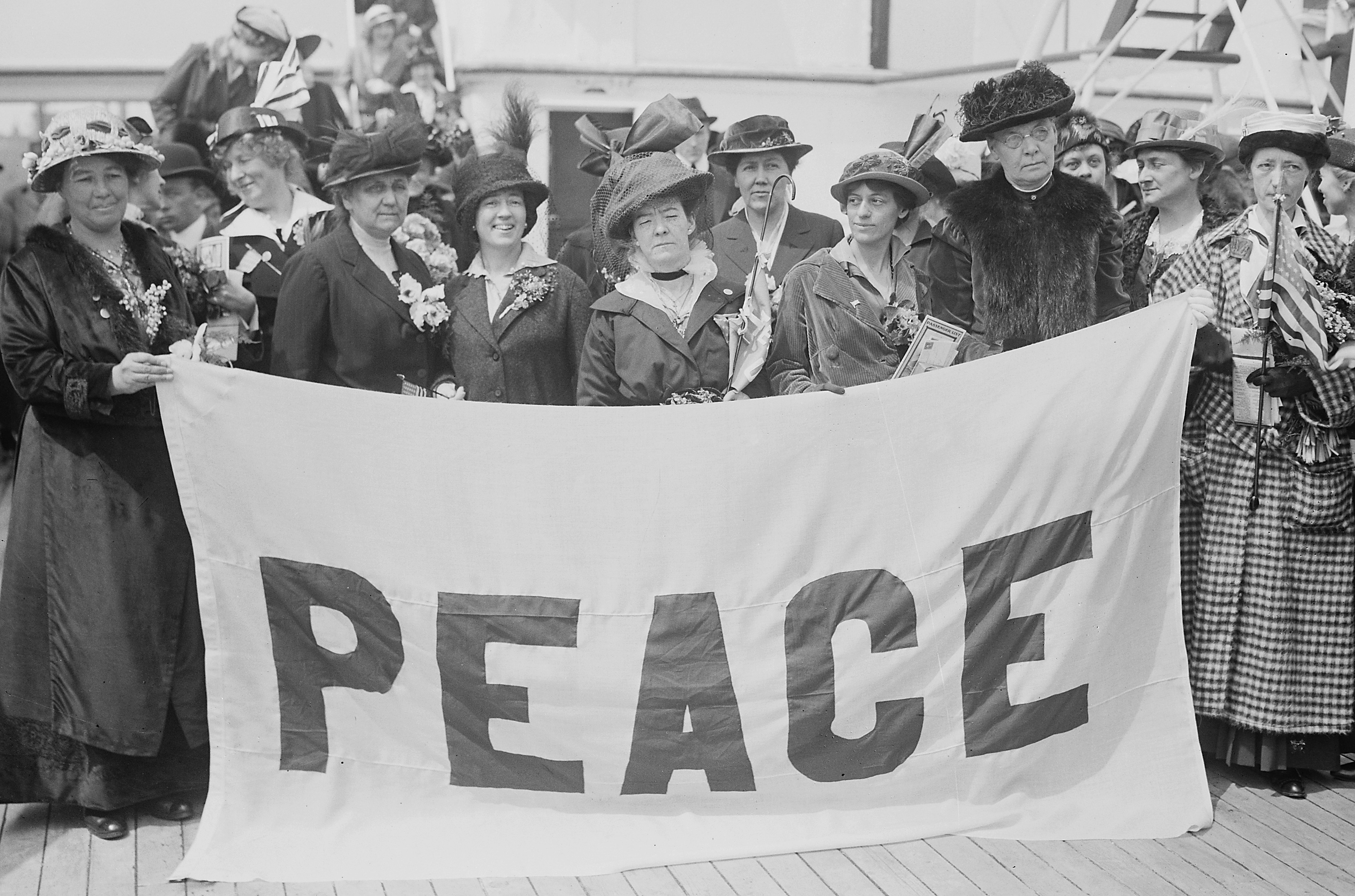
De Amerikaanse delegatie op de Noordam, onderweg naar het congres

### Afvaardiging
Het congres werd bezocht door ruim 1100 afgevaardigden uit twaalf landen. Afgevaardigden kwamen onder meer uit België (met speciale toestemming van de bezetters), Duitsland, Groot-Brittannië, Italië, Spanje, de Verenigde Staten en Zuid-Afrika. Frankrijk nam niet deel. Onder hen onder anderen Jane Addams en Emily Greene Balch, die later beiden de Nobelprijs voor de Vrede ontvingen. Zevenenveertig Nederlandse organisaties zonden afgevaardigden, waaronder de Nederlandse Vegetariërsbond, de Alg. Ned. Vrouwenvereeniging "Tesselschade", de Vrije Vrouwen Vereeniging, de Maatschappij tot Nut van 't Algemeen, de Vereeniging voor Vrouwenkiesrecht, de Volksbond tegen Drankmisbruik, de Bond ter behartiging van de belangen van het kind, de Nederlandse Anti-Oorlog Raad en de Vereeniging voor den Vrede.

### Resultaten
Jane Addams beschouwde als grote verdienste van het congres dat vrouwen uit alle delen van Europa samenkwamen, terwijl hun mannen vanuit de loopgraven naar elkaar schoten. "Wanneer in elk oorlogvoerend land er zo'n prachtig ontwaken van het nationale bewustzijn van hart tot hart vloeit, is het een uiterste daad van heldendom te stijgen naar het gevoel van internationalisme, zonder het patriottisme te verliezen."
Tijdens het congres werd gesproken over twintig resoluties die waren verdeeld over een zevental onderwerpen:
1. Vrouwen en oorlog;
2. Naar vrede;
3. Principes van een permanente vrede;
4. Internationale samenwerking;
5. Onderwijs voor kinderen;
6. Vrouwen en de vredesafspraken;
7. Te ondernemen acties;

Een van de resoluties leidde tot de oprichting van het Internationaal Comité van Vrouwen voor Duurzamen Vrede, vanaf 1919 bekend als Internationale Vrouwenbond voor Vrede en Vrijheid (Women's International League for Peace and Freedom, WILPF). Ter gelegenheid van het eeuwfeest van de WILPF werden in 2015 in het Vredespaleis bustes geplaatst van Aletta Jacobs en Bertha von Suttner.
De twintigste resolutie werd aangedragen door de Hongaarse Rosika Schwimmer; hierin werd afgesproken dat afgevaardigden van het congres een bezoek zouden gaan brengen aan de heersers van de oorlogvoerende naties en de president van de Verenigde Staten Woodrow Wilson om er bij hen op aan te dringen een einde te maken aan het bloedvergieten en een rechtvaardige en duurzame vrede te vestigen. In 2013 werden filmbeelden herontdekt van het bezoek in dit kader van Aletta Jacobs en Jane Addams aan Berlijn.